# Det Norske Samlaget
Det Norske Samlaget est une maison d'édition norvégienne fondée le 24 mars 1868 dans le but de promouvoir et de publier des livres en landsmål, aujourd'hui connu sous le nom de nynorsk.

## Structure
Det Norske Samlaget est maintenant divisé en deux : l'association littéraire, Litteraturselskapet Det Norske Samlaget, association culturelle avec des visées politiques, et la partie édition, Forlaget Det Norske Samlaget, qui depuis 1978 est une fondation à but non lucratif et est responsable des opérations d'édition.
En tant qu'organisation politique, la Litteraturselskapet Det Norske Samlaget s'efforce de promouvoir l'utilisation du nynorsk ainsi que la préparation et la publication de livres en nynorsk. Elle est également responsable de plusieurs subventions et prix, tels que le prix de la littérature nynorske, le prix Melsom (en) (Melsom-prisen), créé en 1922 grâce à la dotation de l'armateur Ferd Melsom et le prix Blix (Blixprisen) établi par la dotation Emma et Elias Blix. 
Depuis 1978, le Forlaget Det Norske Samlaget est une fondation indépendante à but non lucratif, fonctionnant séparément. Cet organisme publie le magazine Syn og Segn (en), des livres, des ouvrages historiques, biographiques et littéraires, des livres pour la jeunesse et les enfants, des manuels scolaires, des dictionnaires, des ouvrages scientifiques et de vulgarisation scientifique en nynorsk.

## Galerie

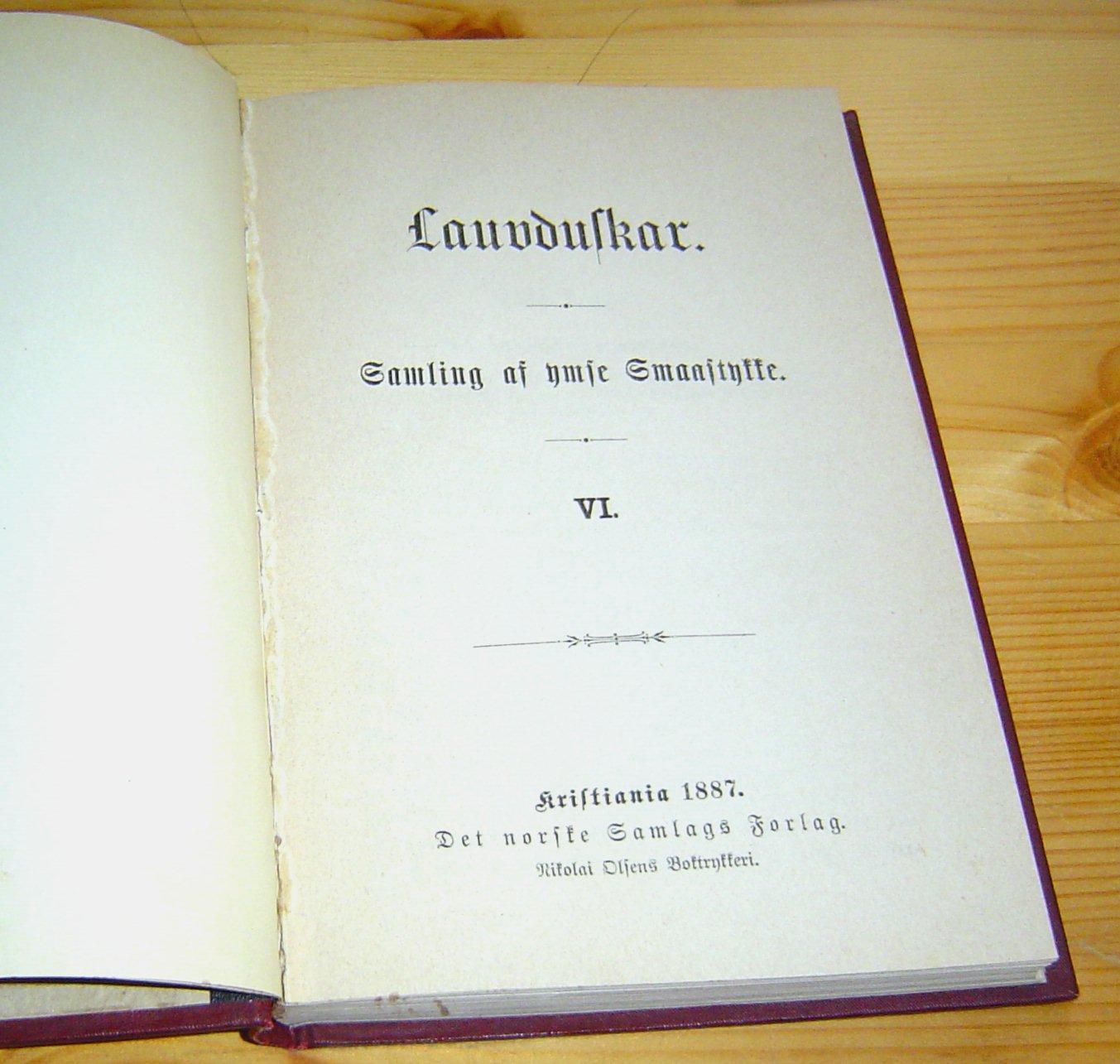
Page de titre du livre Lauvduskar VI, qui a été publié par Det Norske Samlagets Forlag en 1887. Elle est rédigée dans l'ancienne écriture Fraktur.

## Directeurs
- 1923-1929 : Gustav Indrebø

## Auteurs publiés
Jon Fosse, Jan Roar Leikvoll, Arne Ruset